# Protofusione
Per protofusione si intende la microfusione in metallo di un prototipo sacrificale in resina calcinabile.
Tale processo avviene mediante la creazione del progetto CAD con il passaggio automatico al CAM, da dove si ottiene il prototipo. Ottenuto tale oggetto, si procede con la microfusione dello stesso.
La protofusione è quindi un sistema produttivo evoluto che applica comunque la tecnica della microfusione, evitando l'utilizzo dello stampo in gomma (che risulta limitativo in quanto non permette la realizzazione di oggetti chiusi).